# Halictus rufipes
Halictus rufipes là một loài Hymenoptera trong họ Halictidae. Loài này được Fabricius mô tả khoa học năm 1793.